# Mord in Rio
Mord in Rio (Brasil: Noites Quentes de Copacabana ) é um filme teuto-brasileiro, de 1963, do gênero policial, dirigido por Horst Hächler, roteirizado por Gerhard Overhof e Rupert Larsen, música de Lothar Nakat.

## Sinopse
Rio de Janeiro, repórter policial, investiga quadrilha internacional de traficantes, liderada por uma bela mulher.

## Elenco
- Erika Remberg....... Barbara Leen
- Hellmut Lange....... Peter Jordan
- Gustavo Rojo....... Dumont
- Eva Wilma....... Leila
- Hélio Souto....... Juan
- Reinhard Kolldehoff....... Harry
- Pedro Paulo Hatheyer....... Comissário Moura (como Peter Hatheyer)
- Marina Freire
- Geórgia Gomide
- Stanislaw Gravisluk
- Luiz Gustavo
- Francisco Pereira
- Ingrid Thomas